# Pacollo
Pacollo, también conocido como Pacallo, es una localidad de Bolivia, ubicada en los valles del país. Administrativamente se encuentra en el municipio de Coroico de la provincia de Nor Yungas en el departamento de La Paz.
El pueblo está a una altitud de 1148 m s. n. m., sobre el río Huarinilla, que se une ocho kilómetros aguas abajo con el río Elena para formar el río Coroico y continúa fluyendo sobre el río Kaka hasta el río Beni. La localidad se encuentra dentro de los límites del Parque nacional y área natural de manejo integrado Cotapata y es el núcleo urbano más importante de esta área protegida.
Pacollo es hogar de muchos campesinos de la zona, pues aquí se encuentran algunas tiendas, pequeños restaurantes, el único núcleo escolar del valle, una pequeña capilla y una pequeña posta sanitaria. El nombre de Pacollo se especula podría proceder del aimara "pa-khollo" que haría referencia a la ubicación entre dos cerro de este lugar.

## Geografía
Pacollo está ubicado en un valle en el borde oriental de la Cordillera Real en los Yungas bolivianos, una región de transición entre el altiplano andino y las tierras bajas tropicales de la Amazonía boliviana. El clima es un clima diurno típico, en el que las fluctuaciones de la temperatura media a lo largo del día son más pronunciadas que a lo largo del año.
La temperatura media anual en la localidad ronda los 22 °C, los valores medios mensuales varían entre 19 °C en junio/julio y 23 °C de octubre a marzo. Las temperaturas máximas medias diarias durante todo el año oscilan entre los 26 y los 30 °C, los mínimos nocturnos son 11-12 °C en el promedio a largo plazo en junio/julio y 18 °C en diciembre y enero. La precipitación media anual es de 1300 mm, con un tiempo de sequía corto con valores mensuales en torno a 20 mm en junio/julio y máximos mensuales de alrededor de 200 mm de diciembre a febrero.

## Transporte
Pacollo se encuentra a 89 kilómetros por carretera al noreste de La Paz, la sede de gobierno de Bolivia.
Desde La Paz, la carretera nacional pavimentada Ruta 3 conduce a Cotapata, donde la antigua Carretera de la Muerte se bifurca hacia el este hacia Coroico. El nuevo trazado de la Ruta 3 conduce desde aquí por el túnel de San Rafael en dirección norte hasta Santa Bárbara y por Caranavi, Yucumo y San Ignacio de Moxos hasta Trinidad, cerca del río Mamoré. Unos kilómetros antes de que la Ruta 3 ampliada alcance el fondo del valle en el río Huarinilla, un camino rural sin pavimentar se bifurca hacia el noroeste, el cual llega a Pacollo después de tres kilómetros.
Pacollo es el punto final del Choro Trek, un antiguo camino inca que partía desde La Paz sobre el paso de La Cumbre (4727 m s. n. m.) y el Paso Abra Chucura (casi 5000 m s. n. m.) y conduce desde Challapampa por el asentamiento de Korisamaña por el río Huarinilla hasta Pacollo. Con el hotel Río Selva, que se encuentra en Pacollo, la infraestructura del lugar y el uso del Choro Trek se han mejorado significativamente en la última década.

## Demografía
La población de la localidad se ha más que duplicado en la década entre los dos últimos censos:
| Año  | Habitantes           | Fuente |
| ---- | -------------------- | ------ |
| 1992 | sin datos de detalle | Censo  |
| 2001 | 116                  | Censo  |
| 2012 | 241                  | Censo  |